# Горр Убийца богов
Горр Уби́йца бого́в (англ. Gorr the God Butcher) — суперзлодей, появляющийся в американских комиксах издательства компании Marvel Comics.
Впервые в кино персонаж появился в фильме «Тор: Любовь и гром» (2022), действие которого происходит в медиафраншизе «Кинематографическая вселенная Marvel», где его сыграл английский актёр Кристиан Бейл.

## История публикаций
Джейсон Аарон и Эсад Рибич решили перезапустить комиксы о Торе в рамках линейки Marvel NOW!. Горр впервые появился в комиксе «Тор: Бог грома» №2 (январь 2013 года).

## Биография
Горр вырос на неизвестной пустынной планете, где обычным делом были землетрясения, нехватка воды и нападения диких животных. Жители планеты слепо верили в богов, хотя боги никак не помогали им. Горр потерял веру в богов, когда его мать, жена и дети умерли. За это он был изгнан из своего племени. Когда Горр узнал, что боги всё же существуют, но не помогают нуждающимся, например, его семье, он поклялся убить всех богов. Затем Горр стал свидетелем боя Налла с Золотым богом; после этого Горр заполучил меч Налла, Некромеч Вечной Тьмы. В средневековой Исландии он находит молодого Тора. Ему почти удаётся убить бога грома, но Тору на помощь приходит отряд викингов. Горру отрубают руку и он сбегает. Он понимает, что ему нужна помощь в своём деле, поэтому он создаёт армию теневых берсерков и медленно и тихо убивает всё больше и больше богов. В современном мире Тор расследует пропажу богов. Это приводит к ещё одной битве Горра и Тора, но Горр телепортируется в будущее, где постаревший Тор оказывается последним выжившим асгардцем, защищающим Асгард от теневых берсерков. Туда же попадает молодой Тор. В этой версии будущего жена и дети Горра вроде бы воскресли. Горр собирается взорвать Бомбу богов. Сын Горра, на самом деле, оказывается существом, созданным из Некромеча. Он презирает отца за то, во что тот превратился, и поэтому придаёт Тору энергии поглотить взрыв бомбы. Тор использует два Мьёльнира, чтобы убить Горра.

## Силы и способности
Горр обладает Некромечом Вечной Тьмы, который, по словам Галактуса, «высек первый рассвет из камня бесконечной ночи». Используя голову убитого Целестиала, Налл, прародитель симбиотов, выковал клинок. Клинок может создавать крылья, позволяющие совершать сверхсветовые полёты, оружие и бесчисленных теневых берсерков. Позже Некромеч попал в чёрную дыру, но постаревший король Тор использовал его для битвы с Галактусом. Горр может превратить свои конечности в острые щупальца, которые могут убить любого бога. Горр также создал Бомбу богов, анти-божественное оружие, предназначенное для уничтожения всех богов, которые когда-либо существовали или будут существовать. Горр обладает сверхчеловеческой силой, выносливостью и живучестью, а также фактическим бессмертием.

## Вне комиксов

### Кинематографическая вселенная Marvel
Впервые Горр появляется в фильме «Тор: Любовь и гром» (2022), события которого происходят в медиафраншизе «Кинематографическая вселенная Marvel», где его сыграл английский актёр Кристиан Бейл. Горр в исполнении Бейла стал объектом интернет-мемов во многих социальных сетях.